# Anomalurus pusillus
Anomalurus pusillus је врста глодара из породице афричке летеће веверице (Anomaluridae).

## Распрострањење
Ареал врсте покрива средњи број држава у средњој и западној Африци. 
Врста је присутна у следећим државама: Камерун, Република Конго, ДР Конго, Екваторијална Гвинеја, Габон, Либерија, Уганда и Централноафричка Република.

## Станиште
Станиште врсте су тропске шуме.

## Угроженост
Ова врста је наведена као последња брига, јер има широко распрострањење и честа је врста.